# Santa Cruz de Yojoa (kommun)
Santa Cruz de Yojoa är en kommun i Honduras.   Den ligger i departementet Departamento de Cortés, i den västra delen av landet, 120 km nordväst om huvudstaden Tegucigalpa. Antalet invånare är 61 461.